# 올트라르노

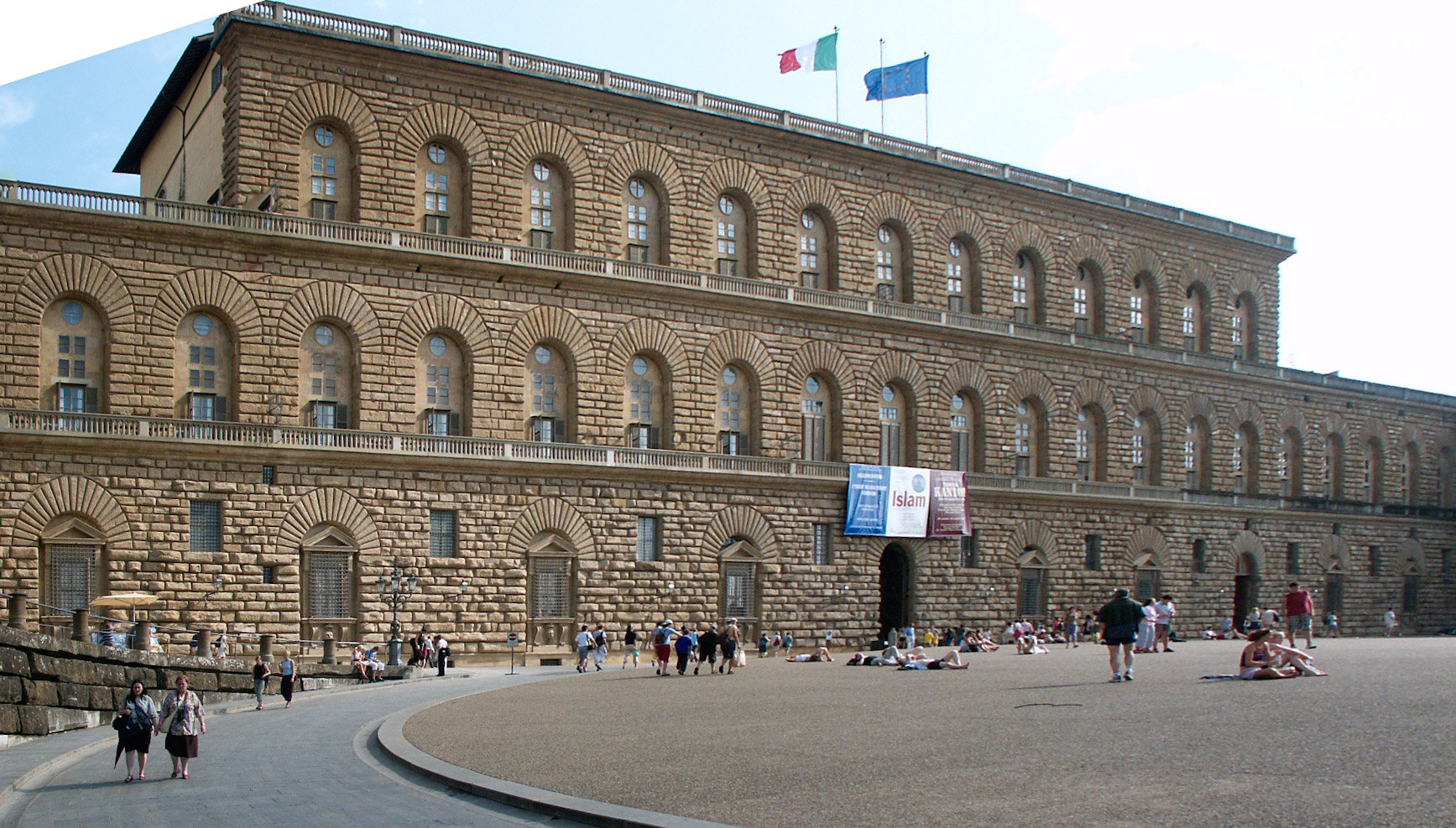
피티궁

올트라르노 (Oltrarno, '아르노강 건너편')는 이탈리아 피렌체의 구역 중 하나이다. 아르노강 남쪽에 위치했다. 피렌체 역사 지구의 일부와 산토 스피리토 디 피렌체, 피티궁, 벨베데레 요새, 미켈란젤로 광장 등의 여러 유명 장소 등을 포함하고 있다.

## 젠트리피케이션과 저항
최근 기간, 올트라르노는 부유한 사회 계층들 (일반적으로 단기 거주자)의 도래로 인해 엄청난 변화를 겪고 있으며 특히 관광 및 엔터테인먼트 산업의 영향이 컸는데, 이러한 산업은 피렌체 다른 지역의 방문객들까지도 고객층으로 끌어들이고 있다.

2011년 11월, 피렌체시 도시재생부서는 아직 착수는 하지 않았지만, 옛 가스 저장소 (올트라르노에서 몇 백 미터 거리)를 도시 전체와 관광객들을 끌어들이는 대형 사설 건강·미용 스파 및 레스토랑 센터로 전환하려는 계획을 세웠다.
몇 달 뒤, 소상공 단체인 '콘페세르첸티' (Confesercenti)는 피렌체의 다른 지역들처럼 대규모 관광에 개방하기 위해 '프로제토 올트라르노'라고 하는 계획에 나섰다.
2012년 가을, 거의 공원이 없었던 올트라르노는 니디이치 정원과 레크레이션 공간을 상실했다. 과거 조각가 에밀리오 산타렐리의 작업 공간이었던 니디아치는 1923년에 산프레디아노(San Frediano) 지역 어린이들을 위한 공간으로 바뀌었으며, 이후 '피렌체 사회적 가톨릭주의의 상징'이 되었다.
정원의 건축물과 많은 부분들이 부동산 회사에 경매로 판매되었고, 사측은 거주민들의 접근을 막기 위해 나무로 된 벽을 세웠는데 이는 시위를 야기했다.
니디아치 정원의 남은 부분은 현재 학부모와 주민들로 구성된 단에 의해 자원봉사 방식으로 개방되고 있다.
2012년 5월, Firenze Parcheggi라는 기업은 카르미네 광장에 지하 주차장을 짓기 위한 계획서를 제출했으며, 이를 통해 현재 사용 가능한 주차 자리 247개를 201개로 대체하게 된다  (65개는 거주민들에게 판매하고, 나머지는 개방). 사업 시행자들은 이 계획은 광장의 대지를 자동차로부터 해방시키는 것이라 주장하나, 거주민들은 자신들을 몰아내기 위한 시도이자,  동시에 올트라르노 지역의 지역 보건 시설 매각 및 폐쇄와 함께 진행되며, 나아가 최우선적으로 보호되어야 할 기념물들의 건축적 그리고 수리 지질학적 안정성을 위협하는 요소로 보았다.

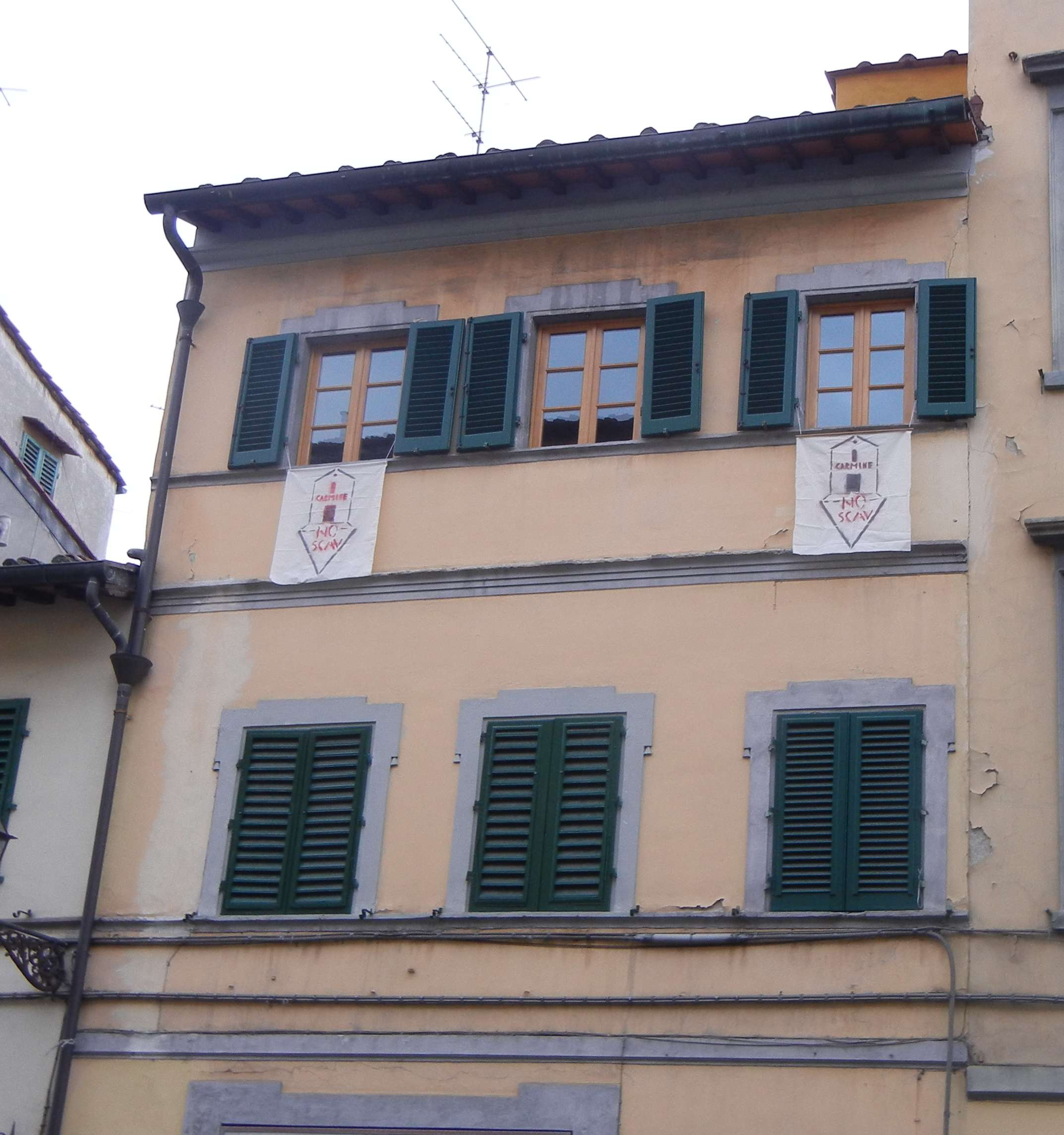
산프레디아노 내 피아텔리나 광장의 건물의 창문에서 보이는 "NoScav" 깃발 (2013년)

이는 '노스카브' (NoScav, 굴착 금지) 운동의 탄생으로 이어졌는데, 이 운동에서 주민들은 문장화 된 카르미네 성당이 묘사되어 있고 다른 지역에서 고속 철도 시스템 도입에 반대하며 벌어진 '노타브' (NoTav) 운동을 연상시키는 배너를 창문에 걸어 놓았다.
올트라르노의 이 반대 운동은 기존의 '올트라라르노푸토로 위원회' (Comitato Oltrarnofuturo)로 모여, 지하 주차장, 나디아키 문제, 지역 보건 시설 폐쇄, 한 건설사의 키에사로 (Via della Chiesa)에 건물 세 채를 올려 카르미네 성당의 후면 모습을 가린 문제, 학교 수업 시간 단축, 세랄리로 (Via de' Serragli) 및 로마나로 (Via Romana)의 좁은 도로를 따라 운행되는 대형 관광버스 교통량 증가 등에 대해 시위를 조직하였다.
지역 사회의 강한 저항으로 인해, 지하 주차장 계획은 시 당국에 의해 일시적으로 중지되었으나, 당시 시장이던 마테오 렌치는 이 계획에 찬성한다는 의견을 밝혔는데 Firenze Parcheggi 사의 대표이사 마르코 카라이가 2012년 중도좌파 경선 당시 렌치의 주요 후원자 중 한 명이었기 때문에 이해 충돌 의혹을 불러일으켰다.